# Scarface: The World Is Yours
Scarface: The World Is Yours és un videojoc desenvolupat per Radical Entertainment i publicat per Vivendi Universal Games. El videojoc és una continuació de la història de la pel·lícula Scarface de 1983 protagonitzat per Al Pacino agafant el rol de Tony Montana, tot i que amb algunes modificacions. Va ser llançat per ordinador, PlayStation 2 i Xbox el 8 d'octubre del 2006. The World Is Yours (El Món És Vostre en català) va ser en un principi per a ser llançat per Xbox 360 i PlayStation 3, però Radical Entertainment tenia una cancel·lació no oficial per les versions de la nova generació de consoles, excepte per la versió per la Wii, que va ser llançat el 12 de juny del 2007.

## Jugabilitat

En Tony (Antoni Montana) en una de les seves missions

Scarface: The World Is Yours (des d'ara Scarface), és un joc bastant lliure, en la línia de la Grand Theft Auto. Es pot recórrer la totalitat de Miami ja sigui a peu o en un vehicle, i el mar i les illes mitjançant l'ús de vaixells o usant un hidroavió.
La manera en la qual està orientat el joc, això és, diners i missions, és comú en el gènere. No obstant això, es diferencia de la resta dels títols d'acció en tercera persona per diversos motius.

### El telèfon mòbil
Tony té un menú en el seu telèfon mòbil amb el qual accedir a les opcions del seu imperi, com són trucar a un conductor perquè li porti el seu cotxe o vaixell (d'una manera semblant a com es feia en les cabines de la policia en True Crime: New York City), controlar i reduir la quantitat de recerca de bandes i policia que té en aquest moment, comprar armes i munició que seran dipositats en el seu cotxe o en la seva casa, administrar la seguretat i l'estat dels negocis que controla, triar missions secundàries i finalment, i més important, comprar certs articles luxosos o exòtics per a augmentar la seva reputació.

### El poder
El poder a Scarface no només s'aconsegueix mitjançant diners. Hi ha diversos requisits que es poden complir per a obtenir avanç en el joc i altres beneficis.
- Reputació: Una de les coses més importants del joc. Determina quines armes estan disponibles, quines missions es desbloquegen i quines exòtics es poden comprar.

- Percentatge de territori: A part d'aconseguir tots els negocis de cada zona, *Tony pugues aconseguir més reputació eliminant a tots els grups hostils. Quan aquest percentatge és 90% o més, i s'han aconseguit tots els negocis de cada zona, s'obrirà la missió de prendre el magatzem.

- "Pilotes": Seguint la seva frase de la pel·lícula "L'única cosa que dona ordres en aquest món són les pilotes", s'obtenen "pilotes" en vacil·lar o ferir als altres. De fet, hi ha una acció que és "mofar-se", que s'usa per a increpar als conductors o vianants amb els quals es trobi Tony, i per a demostrar als altres qui és el millor després de ferir-los. Totes aquestes accions donen "pilotes", així com el vendre cocaïna a un camell, acoquinar a la policia, la bona punteria i aniquilar enemics. Quan s'obtenen "pilotes", s'omple un comptador de Fúria Cega, que en estar ple, permet entrar en manera de Fúria Cega. Quan el comptador total de "pilotes" arriba a un determinat nivell, una dona explosiva voldrà veure a Tony i podrà convèncer-la que es vagi a la seva mansió, augmentant la seva salut permanentment o atorgant-li bonificacions.

- Drogues: La cocaïna que Tony duu encimbella per vendre-la als traficants rondaires. Si Tony mor o se li arresta, desapareixerà tota droga que dugui al damunt.

- Diners: Hi ha dos tipus de diners en Scarface. Els diners que obté Tony és diner negre, i que duu amb si. Hi ha altre tipus de diners, els diners nets, que s'aconsegueix duent diner negre a un banc perquè el banc realitzi un blanqueig de capitals. Ambdós tipus poden usar-se per a comprar i pagar serveis i productes, però si Tony mor o és arrestat, només conservarà els diners que està net, és a dir, guardat en el banc.

### Els exòtics
Tony pot comprar en el catàleg una quantitat considerable d'articles i serveis que li resultaran de més o menys ajuda, i que li donaran reputació. Un tipus molt important d'exòtic són els sequaços, entre els quals s'inclouen un conductor, un traficant d'armes, un pilot de vaixells, un *matón i un assassí, útils per a diverses fins. Altre tipus especial d'exòtics són les inversions, grans negocis amb la marca Montana que serviran per a obtenir des de cançons per al reproductor de música de Tony, fins a un 0% d'interès al rentar els diners en un banc.
En el menú d'exòtics, Tony pot també comprar els cotxes i vaixells que vulgui, per a després poder demanar que els hi portin mitjançant el telèfon mòbil. La resta d'exòtics estan destinats a la decoració de la mansió i obtenció de grans quantitats de reputació.

### Les missions secundàries
Les missions secundàries són accessibles mitjançant el menú del telèfon mòbil. Hi ha diversos tipus, sent les més comunes les d'aconseguir proveïdors de droga i les de distribució. En les primeres, Félix proposa diferents encàrrecs que solen tractar-se de manera més o menys simple. Una vegada completada la missió, hi ha probabilitats que s'activi la missió de negociar la compra amb el proveïdor. Depenent de la reputació que tingui Tony, pot ser de droga per a vendre en el carrer que Tony durà damunt, o també molts quilos de cocaïna que haurien de ser transportats a un magatzem per a la seva distribució.
En les missions de distribució, Tony usarà un vehicle per a repartir els quilos aconseguits entre els seus negocis. És comú que altres bandes ataquin tant a Tony com als seus negocis, amb el que haurà de defensar-los. Les missions de distribució és on s'aconsegueix veritablement molts diners, amb la qual cosa seran la base per a l'augment de reputació per exòtics del catàleg.
Hi ha altres missions, com les del conductor i el matón, que són per a baixar el nivell de recerca de les bandes alhora que s'obtenen uns ingressos extra. També té aquestes missions l'assassina, que no només s'encarrega dels caps de les bandes, sinó dels caps de policia que acorralen en Tony.

### El mode Fúria Cega
En omplir el comptador de Fúria Cega, Tony pot entrar en el mode Fúria Cega. En aquest mode, que dura pocs segons, Tony és invencible, té munició infinita i amb cada mort que fa, augmenta la seva salut. AL finalitzar aquest temps, Tony torna al seu estat normal, amb el comptador a zero, i la salut aconseguida afegida. és molt eficient per a acabar grup gran de colla, si usa la serra en manera de fúria cega et donarà segons extra que les altres armes.

### La negociació
Per als casos on cal negociar (droga, nivell de recerca, vendes, rentat de diners), així com per a altres accions especials com desactivar una bomba, el joc demana una demostració d'habilitat. Es mostra un indicador circular en la pantalla. En prémer la tecla de parlar, es començarà a omplir l'indicador, en cicles constants; l'objectiu és parar quan el comptador estigui al màxim. Segons on pari l'indicador, la persona amb la qual està Tony negociant pot oferir-li un bon tracte, un tracte normal o negar-se a tractar amb ell, el que sol provocar la ira de la persona i el desig de venjança. En altres casos especials, si és una bomba, explotarà si està sota el nivell requerit per a desactivar-la, i si és un policia, arrestarà a Tony.

### Els nivells de recerca
Hi ha dos nivells de recerca:
- Policia: Quan la policia observi a Tony cometent un delicte, o quan té certa notorietat policial, la vora del mapa es va emplenant de blanc. Una vegada està complet, es crearà una zona dintre de la qual la policia buscarà activament a Tony, i la vora s'anirà omplint de vermell. Tony ha d'escapar del ràdio d'acció policial i donar esquena a la policia. En el cas que la vora vermella s'ompli per complet, Tony morirà sota pluges de bales. El nivell de recerca de la policia influeix en el percentatge que es queda el banc del diner negre que Tony ingressa. Aquest nivell es pot baixar pagant a la policia des del menú del telèfon mòbil. Si aquest indicador arriba al màxim, es pagarà automàticament la baixada.

- Bandes: Matar a membres de bandes o a traficants rondaires, així com distribuir la droga per cada negoci, farà que pugi la notorietat de bandes de Tony. Passat el 50% de l'indicador, és probable que les bandes ataquin gens més veure a Tony, i serà impossible vendre cocaïna als traficants rondaires. El nivell de recerca de les bandes influeix en la quantitat de droga que ens donen pel mateix preu els proveïdors i el preu que paguen per la droga del carrer els traficants rondaires. Aquest nivell es pot baixar pagant als Antivici des del menú del telèfon mòbil. Si aquest indicador arriba al màxim, haurà una guerra de bandes i les bandes atemptaran contra Tony, probablement en usar el telèfon per a cridar al transportador, en portar-te el teu cotxe pot explotar gràcies als gàngsters en la batalla [No s'assegura al 100%].

## Trama
Reescrivint la pel·lícula, Antoni Montana "Tony" es troba drogat, anestesiat i colèric en el seu despatx. Acaba de veure morir al seu amic Chi Chi per les càmeres, i agafa un fusell M16 amb llançagranades. Rebenta les portes dobles de la seva oficina, i surt, matant als matons de Sosa mentre és disparat repetidament. Mentrestant, el sicari de Sosa se li acosta per l'esquena amb una escopeta de doble canó. Però al contrari que en la pel·lícula, Tony es dona la volta i acaba amb ell. Va netejant de matons la seva mansió, però arriba la policia. Tony surt pel jardí i fuig en un vehicle. Els matons informen a Sosa que tot està destruït, i que Tony està acabat.
Immediatament, Tony és expropiat de la seva mansió, se li lleva tota la reputació que té, diners, "pilotes", territori controlat, etc. No obstant això està viu, i el primer que fa és acudir al seu antic advocat. Aquest és convençut per Tony perquè tornin a ser del mateix bàndol. A la sortida, Tony es troba amb un parell de policies d'Antivici, qui li ofereixen revendre-li la seva mansió per un mòdic preu. Després haurà de buscar a Félix, qui li introduirà a Coco, una noia que té un bar en la costa. Coco li donarà 200 grams de cocaïna en Tony, i li instarà a embenar-los als camells dels carrers. Una vegada amb els diners a la butxaca, Tony va a veure als d'antivici, qui li vendran de nou la seva destrossada mansió, i li diran en Tony que no es passi ni un pèl.
El següent pas és eliminar a Gaspar Gómez, i per a això apareix Tony abillat amb el seu vestit de liquidar matons a l'hotel de Gaspar. Aconsegueix eliminar el guardaespatlles de Gómez, però aquest se li escapa. Llavors ha de fugir, i es va en una furgoneta blindada. La següent desocupada és la sucursal bancària on Tony operava amb el seu amic Jerry, qui li atendrà degudament i li informarà de com fer dipòsits de diner negre en el banc. Així mateix, una treballadora del banc li donarà un catàleg de productes i serveis que interessen a Tony.
A partir d'aquí, Tony va per cadascun dels quatre territoris que posseeixen els seus enemics. En cadascun, compra els negocis importants de la zona i posteriorment pren un magatzem per la força. En Little Havana, Tony assassina als germans Díaz, un en l'oficina de Díaz Motors i un altre mentre intenta fugir. A l'apoderar-se del magatzem de l'Havana, algú anomenat Pablo li crida de part de Sheffield dient-li que coneix dades sobre el parador de la seva dona, Elvira. Per desgràcia, és una emboscada, de la qual Tony en surt viu, i acaba assassinant en Pablo.
Tony es trasllada al centre de Miami, controlat per Nacho Contreras. Després de prendre el magatzem, Tony va a les illes llunyanes a Miami, a buscar en Nacho per a ajustar comptes. Allí coneix a un misteriós personatge anomenat Sandman, que li ofereix ser el seu soci exportador de cocaïna si Tony és el distribuïdor. Tony accepta i comença a realitzar tractes amb ell, i també coneix a Venus, la propietària d'un bar en el sud de l'illa.
Més tard, Tony per fi troba en Nacho, li persegueix per tot el port i al final acaba amb ell. Però queda una part molt gran de la seva imperi: el seu petrolier, que està a punt de ser enfonsat per a evitar que ho acapari Tony. Després de desactivar unes bombes, Tony troba el capità i l'assassina, quedant-se amb la cocaïna de Nacho.
A South Beach, Tony torna a prendre el control del lloc i del magatzem de la zona. Torna a carregar contra la resta de l'imperi que Nacho ha deixat enrere i aconsegueix carregar i protegir 3 camions plens de droga, alhora que mata a un terratinent de Nacho; després els distribueix, aconseguint una important suma de diners amb la qual enfrontar-se a l'últim bastió entre ell i Sosa: Gaspar Gómez.
Gaspar està en la zona de North Beach, i Tony torna a prendre el control dels negocis de la zona. Després de prendre el magatzem, rep una trucada de Sandman, que li demana ajuda, ja que els colombians estan guerrejant contra ell i assaltant les seves plantacions.
Tony es trasllada a les illes, i ajuda a netejar de matons colombians les plantacions de Sandman. Posteriorment es trasllada a una illa anomenada Tranquilandia, on aconsegueix recuperar la droga robada i rescatar ostatges que la màfia colombiana havia fet dels treballadors de la plantació. A la seva tornada a l'illa de Sandman, aquest li diu que per a vèncer a Insulsa farà el millor que pot: vendre-li la plantació a *Tony. Sent proveïdor i distribuïdor, i ple de diners, Tony va a Bolívia a ajustar comptes amb Sosa.
Sosa està maquinant com desfer-se d'en Tony, amb els seus socis Sheffield i Gaspar. De cop i volta, Tony irromp en la mansió, armat amb una Desert Eagle. Després d'arraconar a Sheffield que està armat amb un bazuca, acaba amb ell. També Gaspar corre la mateixa sort en segon lloc. Sosa desafia en Tony, que enrabia i li dispara repetides vegades. Fi de la història, Tony està ficat en la seu jacuzzi amb Venus, mentre un ex-mató de Sosa els serveix unes begudes. El món és seu.

## Crítica
El joc ha tingut molt bones crítiques en tot el món. El més valorat han estat els seus gràfics i la seva perfecta adaptació de la vida de Tony Montana; els seus defectes el control pèssim en PC, i la repetitivitat de les missions.
En HardGame2, el joc ha obtingut un 8,5/10 en la seva versió de PlayStation 2; i 8/10 en Meristation, tant en Playstation 2 com en PC.
En IGN, un 8,7/10 en totes les versions; GameSpot ha estat una de les pàgines en donar-li una nota més baixa, un 6,6/10.
Quant a vendes, el joc ha venut, més d'un milió de còpies, ajuntant les vendes de PC, PS2, Xbox i les del seu germà petit Scarface: Money, Power, Respect per PlayStation Portable.